# Songwrights Apothecary Lab
Albums de Esperanza Spalding
12 Little Spells
(2018) Alive at the Village Vanguard (en)
(2023)
Songwrights Apothecary Lab est un album de la chanteuse et contrebassiste américaine Esperanza Spalding, paru le 24 septembre 2021 chez Concord Records.
L'album remporte le Grammy Award du meilleur album de jazz vocal en 2022.

## À propos de l'album

### Contexte
Après son album 12 Little Spells en 2018, Esperanza Spalding se met en retrait pour participer à l'écriture de l'opéra Iphigenia de Wayne Shorter. Lors de ce processus, elle observe Shorter, alors sérieusement malade, reprendre des forces, ce qui amène la musicienne à réfléchir au pouvoir de guérison de la musique.
L'arrivée de la pandémie de Covid-19 surprend Spalding dans le comté de Wasco, à plus d'une centaine de kilomètres de Portland où elle habite. Elle profite de cette situation pour se créer une forme de résidence artistique, alors qu'elle rêve depuis plusieurs années de pouvoir prendre du temps. Elle réfléchit alors à ce qui deviendra Songwrights Apothecary Lab.
Avec son approche spirituelle et thérapeutique de la musique, elle s'inscrit dans la lignée de musiciens noirs-américains, comme John et Alice Coltrane, Sun Ra, Weldon Irvine (en) ou Pharoah Sanders,,.

### Concept
S'inscrivant dans la lignée de son précédent album 12 Little Spells, chacune des douze chansons est conçue pour produire un effet thérapeutique sur l'auditeur, dans une approche qui peut sembler ésotérique ou New Age. Pour elle, ces chansons permettent de résister dans un moment chaotique, de désamorcer l'agressivité, d'affronter le deuil et la solitude provoqués par la pandémie de Covid-19 : bien que le projet ait été lancé avant la pandémie, ces évènements lui ont donné, selon la musicienne, une nécessité supplémentaire,,,,.
Ces chansons sont appelées Formwela, un mot évoquant « formula » (« formule ») et « well » (« bien »), sous-entendant une forme de mantra ou d'incantation magique,.
Pour la conception des chansons, elle collabore avec des chercheurs et praticiens, spécialisés dans différents domaines : neurosciences, musicothérapie, psychologie, ethnomusicologie…

### Enregistrement

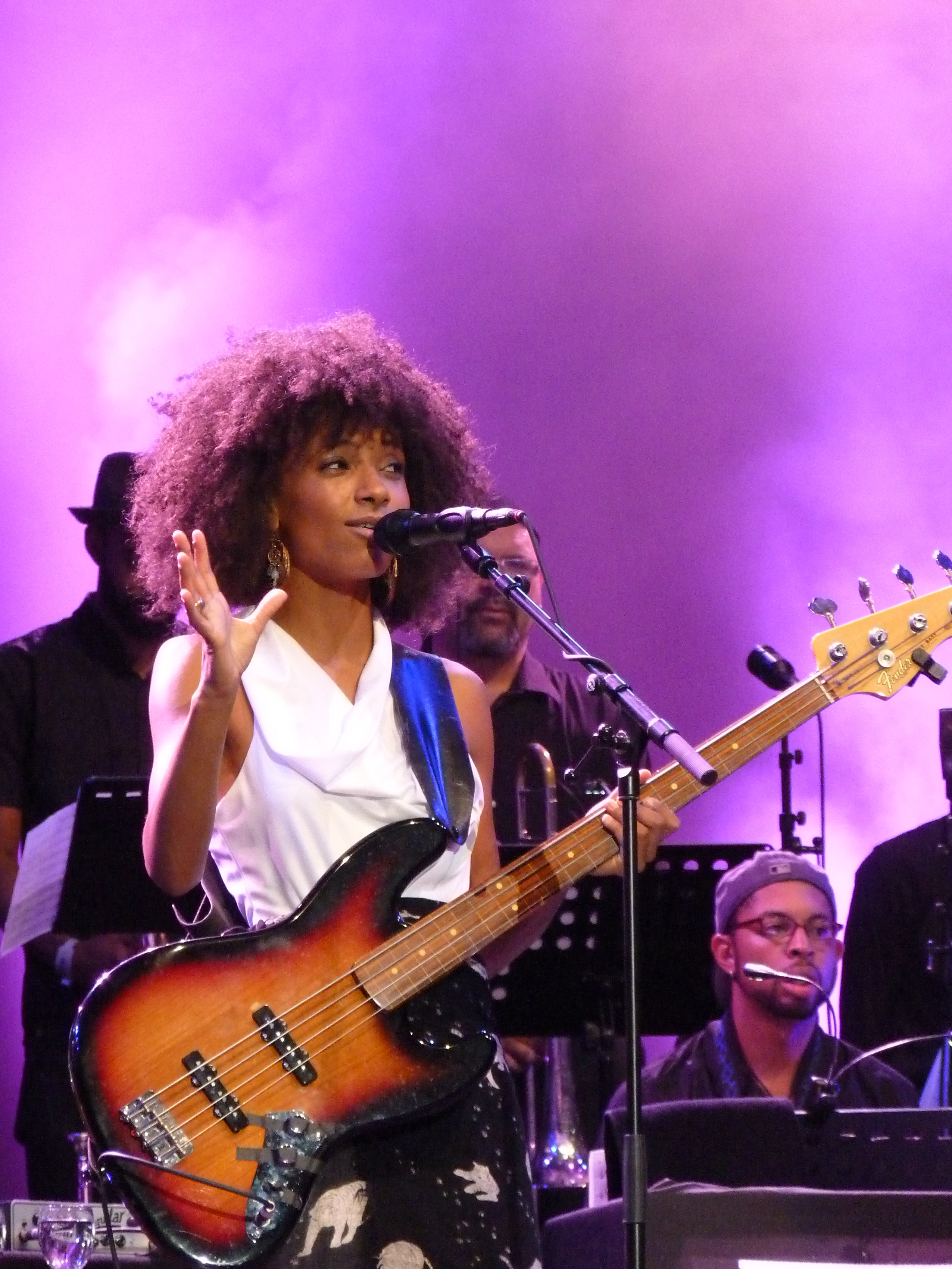
Esperanza Spalding en 2012.

Le projet prend tout d'abord la forme d'un EP intitulé Triangle, diffusé via un un site internet qu'elle appelle « Songwrights Apothecary Lab » (« apothicairerie pour l'écriture de chanson »).
Les douze chansons de l'album sont enregistrées au cours de plusieurs mois dans le « laboratoire itinérant » d'Esperanza Spalding. Les six premières chansons sont enregistrées dans le comté de Wasco et à Portland, avec la participation de Wayne Shorter, Phoelix, Raphael Saadiq, Justin Tyson, Ganavya Doraiswamy et Corey King,.
Pendant une dizaine de jours, en juin 2021, Esperanza Spalding fait également participer le public new yorkais au processus de création, en organisant des journées d'écriture et d'enregistrements suivies de concerts et rencontre avec les chercheurs dans la soirée. C'est dans ce contexte que les Formwela  7 à 13 sont enregistrés,. Elle joue alors avec son groupe, constitué du batteur Francisco Mela, du pianiste Leo Genovese (en), du guitariste Matthew Stevens (en) et du saxophoniste Aaron Burnett.
Une Formwela 12 est présente en tant que chanson bonus sur certains éditions en vinyle.

## Critique
L'album est favorable accueilli par la critique, comme par exemple dans DownBeat ou Pitchfork,. Matt Collar écrit dans AllMusic : « c'est un album vaste et stimulant, qui donne souvent l'impression d'entendre les chansons jaillir de Spalding, sous une forme aboutie ou non. Néanmoins, [Spalding] est de toute évidence une musicienne immensément douée, ce que révèle encore une fois Songwrights Apothecary Lab ».

## Liste des morceaux
| No  | Titre                                 | Musique                          | Durée |
| --- | ------------------------------------- | -------------------------------- | ----- |
| 1.  | Formwela 1                            | Esperanza Spalding               | 3:35  |
| 2.  | Formwela 2 (feat. Ganavya Doraiswamy) | Esperanza Spalding               | 6:10  |
| 3.  | Formwela 3                            | Esperanza Spalding               | 7:05  |
| 4.  | Formwela 4                            | Corey King, Esperanza Spalding   | 4:19  |
| 5.  | Formwela 5 (feat. Corey King)         | Corey King, Esperanza Spalding   | 3:32  |
| 6.  | Formwela 6 (feat. Corey King)         | Corey King, Esperanza Spalding   | 3:10  |
| 7.  | Formwela 7                            | Esperanza Spalding               | 3:26  |
| 8.  | Formwela 8                            | Leo Genovese, Esperanza Spalding | 11:39 |
| 9.  | Formwela 9                            | Leo Genovese, Esperanza Spalding | 4:31  |
| 10. | Formwela 10                           | Esperanza Spalding               | 3:28  |
| 11. | Formwela 11                           | Leo Genovese, Matthew Stevens    | 3:08  |
| 12. | Formwela 13                           | Esperanza Spalding               | 6:44  |

## Musiciens
- Esperanza Spalding : basse, piano, chant
- Aaron Burnett : saxophone
- Leo Genovese (en) : piano, chant
- Matthew Stevens (en) : guitare, chant
- Francisco Mela : batterie
- James Greeley : sifflet en os d'aigle (en)
- Lamont Hamilton : cloches
- Phoelix : piano, synthétiseur, chant, xylophone
- Chris Sholar : guitare
- Wayne Shorter : saxophone
- Steve Turre : conque
- Justin Tyson : batterie, percussion, chant
- Ganavya Doraiswamy, Gretchen Parlato, Luke Titus, Shamell Bell, Thrive Choir : chant